# Somosierra
Somosierra község Spanyolországban, Madrid tartományban. Somosierra Santo Tomé del Puerto, El Cardoso de la Sierra, Montejo de la Sierra, Horcajuelo de la Sierra, Horcajo de la Sierra-Aoslos és Robregordo községekkel határos. Lakosainak száma 95 fő (2024).

## Népesség
A település népessége az utóbbi években az alábbiak szerint változott:
| Lakosok száma | 98   | 122  | 114  | 111  | 92   | 77   | 77   | 86   | 87   | 95   |
|               | 2001 | 2004 | 2007 | 2009 | 2012 | 2014 | 2017 | 2019 | 2022 | 2024 |